# Tatiana
Tatiana  è un nome proprio di persona italiano femminile.

## Varianti
- Femminili: Tatjana[3][4], Taziana[2][3][4][5]
- Maschili: Tatiano[3][4], Taziano[3][4][5]

### Varianti in altre lingue
Di seguito si trova una lista delle varianti del nome in altre lingue
- Bielorusso: Таццяна (Taccjana)[1]
- Bulgaro: Татяна (Tatjana)[1]
- Ceco: Taťána[1]
  - Ipocoristici: Táňa[1]
- Croato: Tatjana[1]
- Danese: Tatiana[1]
- Estone: Tatjana[1]
- Finlandese: Tatjana[1], Tatiana[1]
  - Ipocoristici: Taina[1]
- Francese: Tatienne[1], Tatiana[1]
- Georgiano: ტატიანა (Tatiana)[1]
- Greco antico: Τατιανή (Tatiané)[2][4]
- Greco moderno: Τατιάνα (Tatiana)[1]
- Inglese: Tatiana[1][6], Tatianna, Tatyanna
  - Ipocoristici: Tiana[1], Tianna[1]
- Latino: Tatiana[2][4][5][6]
- Lettone: Tatjana[1]
- Lituano: Tatjana[1]
- Macedone: Татјана (Tatjana)[1]
- Norvegese: Tatiana[1]
- Olandese: Tatiana[1]
- Polacco: Tatiana[1], Tacjana
- Portoghese: Tatiana[1]
- Rumeno: Tatiana[1]
- Russo: Татьяна (Tat'jana)[1]
  - Ipocoristici: Таня (Tanja)[1]
- Serbo: Татјана (Tatjana)[1]
- Slovacco: Tatiana[1]
- Sloveno: Tatjana[1]
  - Ipocoristici: Tjaša[1]
- Spagnolo: Tatiana[1]
- Svedese: Tatiana[1]
- Tedesco: Tatjana[1], Tatiana[1]
- Ucraino: Тетяна (Tetjana)[1]
- Ungherese: Tatjána

## Origine e diffusione

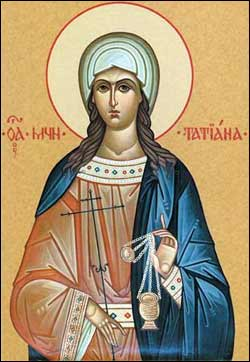
Santa Tatiana in un'icona ortodossa

Deriva dal latino Tatiana, femminile di Tatianus: si tratta di un derivato del nome Tazio, per la precisione di un patronimico che vuol dire "relativo a Tazio", "di Tazio".
Il nome venne portato da santa Tatiana o Taziana, una martire romana: il suo culto, scarso in Europa occidentale, era invece ben presente in Europa orientale e quindi il nome latino, tramite il greco di epoca imperiale Τατιανή (Tatiané), si diffuse in molte lingue slave, capeggiate dal russo (dove è scritto Татьяна, Tat'jana). Per vie letterarie e cinematografiche (il nome è portato, ad esempio, da un personaggio dell'Eugenio Onegin di Puškin, nonché dalla celebre attrice russa Tat'jana Pavlova), il nome si è quindi diffuso nuovamente in Occidente, sia in Italia, sia (dagli anni 1980) nei paesi anglofoni. In Italia è attestato maggiormente in Friuli-Venezia Giulia e in Toscana, e sparso per il resto nel Nord del paese (con l'eccezione delle forme in "Taz-", comuni a Roma, dove sono sempre state diffuse grazie sempre alla medesima santa).

## Onomastico
L'onomastico si può festeggiare in memoria di diverse sante, alle date seguenti:
- 5 gennaio, santa Taziana, monaca greca[2]
- 12 gennaio, santa Tatiana o Taziana, martire a Roma sotto Alessandro Severo[2][7][8][9]
- 11 giugno, santa Tatiana, martire con il marito Metrofane e altri compagni a Pechino durante la ribellione dei Boxer[10]
- 17 luglio, santa Tat'jana Nikolaevna Romanova, martire ad Ekaterinburg con la sua famiglia[11]
- 18 agosto, santa Taziana, martire ad Amasea nel Ponto insieme ad altre compagne[2]

## Persone

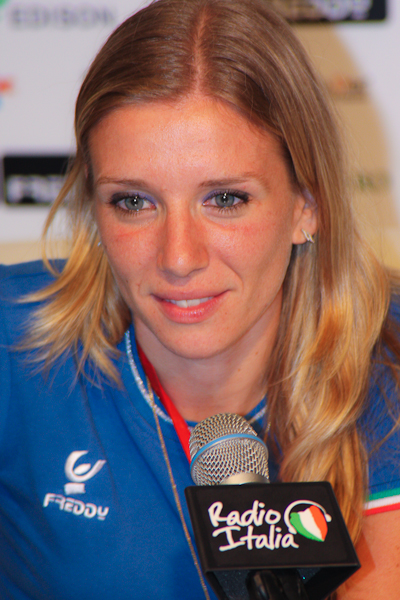
Tatiana Guderzo

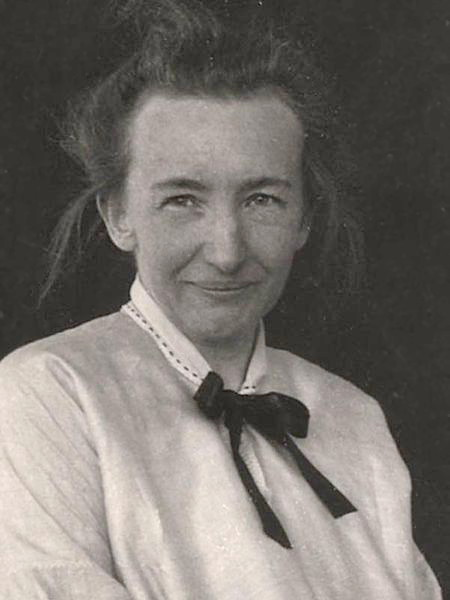
Tat'jana Afanas'eva

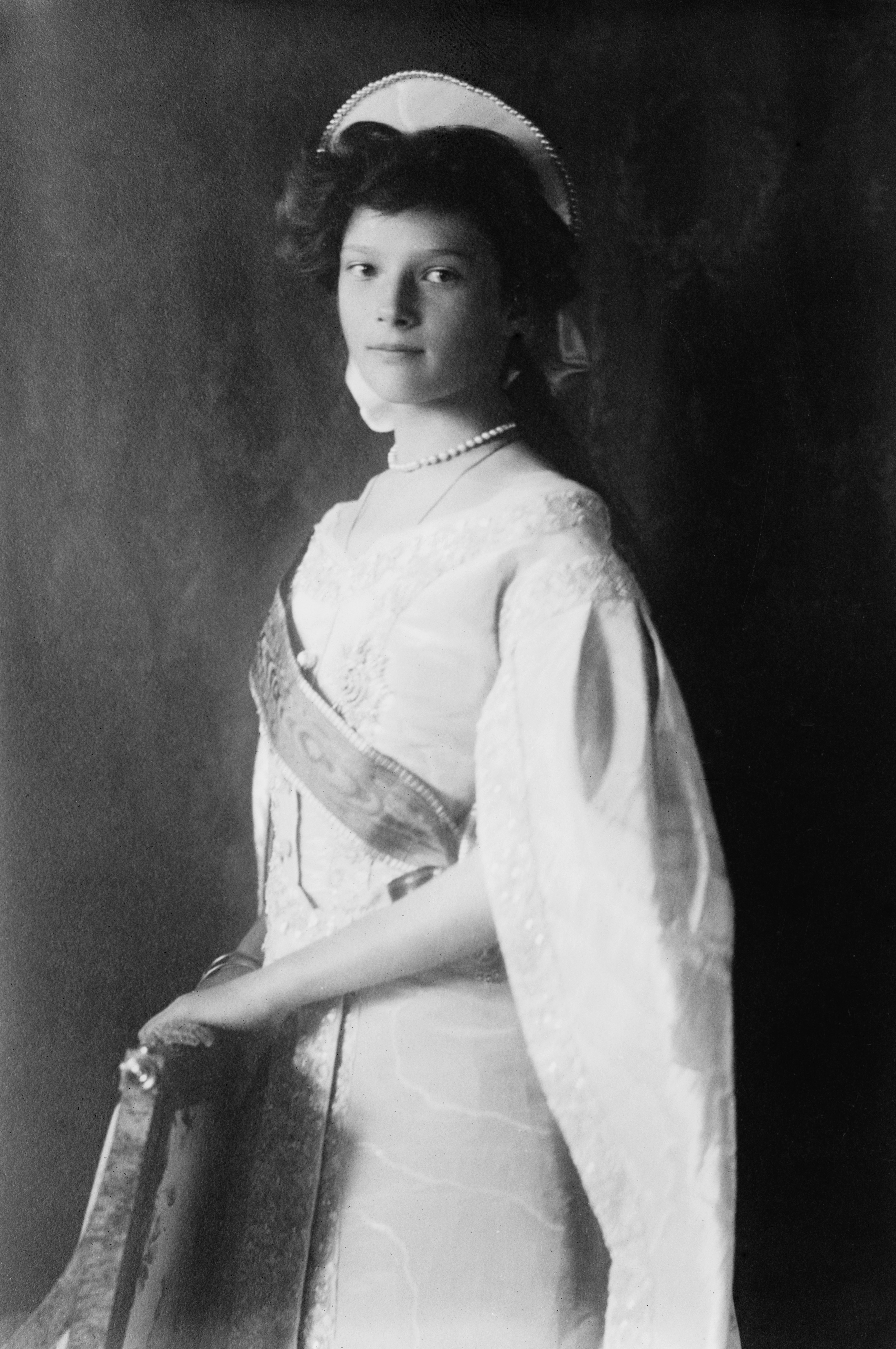
Tat'jana Nikolaevna Romanova

- Tatiana Bonetti, calciatrice italiana
- Tatiana Capote, attrice venezuelana
- Tatiana Dessi, doppiatrice italiana
- Tatiana Engelhardt, nobildonna russa
- Tatiana Farnese, attrice italiana
- Tatiana Golovin, tennista francese
- Tatiana Guderzo, ciclista su strada e pistard italiana
- Tatiana Kutlíková, sciatrice nordica slovacca
- Tatiana Lepore, attrice italiana
- Tatiana Maslany, attrice canadese
- Tatiana Okupnik, cantautrice e compositrice polacca.
- Tatiana Pavlova, pianista e compositrice russa
- Tatiana Sorokko, supermodella statunitense
- Tatiana Troyanos, mezzosoprano statunitense
- Tatiana Zorri, calciatrice italiana

### Variante Tatjana
- Tatjana Clasing, attrice tedesca
- Tatjana Hüfner, slittinista tedesca
- Tatjana Pavlovna Ehrenfest, matematica olandese
- Tatjana Maria, tennista tedesca
- Tatjana Patitz, supermodella tedesca

### Variante Tat'jana
- Tat'jana Afanas'eva, matematica olandese
- Tat'jana Baramzina, militare sovietica
- Tat'jana Firova, atleta russa
- Tat'jana Ivanova, slittinista russa
- Tat'jana Lebedeva, atleta russa
- Tat'jana Lysenko, atleta russa
- Tat'jana Pavlova, attrice e regista teatrale russa
- Tat'jana Puček, tennista bielorussa
- Tat'jana Nikolaevna Romanova, figlia di Nicola II di Russia
- Tat'jana Samojlova, attrice russa
- Tat'jana L'vovna Tolstaja, attivista e memorialista russa
- Tat'jana Nikitična Tolstaja, scrittrice e personaggio televisivo russa
- Tat'jana Tot'mjanina, pattinatrice artistica su ghiaccio russa
- Tat'jana Vedeneeva, attrice, conduttrice televisiva e giornalista russa
- Tat'jana Zatulovskaja, scacchista israeliana

### Variante Tetjana
- Tetjana Nakazna, pentatleta ucraina
- Tetjana Perebyjnis, tennista ucraina
- Tetjana Rud', biatleta ucraina
- Tetjana Samolenko-Dorovs'kych, atleta ucraina
- Tetjana Vodopjanova, biatleta ucraina
- Tetjana Zacharova, cestista sovietica

### Altre varianti
- Tatyana Ali, attrice e cantante statunitense
- Tathiana Garbin, tennista italiana
- Taťána Kuchařová, modella ceca
- Taccjana Mazurkevič, pentatleta bielorussa
- Tatyana McFadden, atleta paralimpica, fondista e biatleta statunitense

## Il nome nelle arti
- Tatiana Làrina è un personaggio del romanzo in versi di Aleksandr Sergeevič Puškin Eugenio Onegin.
- Tatiana Metanova è un personaggio dei romanzi di Paullina Simons Il cavaliere d'inverno, Tatiana e Alexander e Il giardino d'estate.
- Tatiana Romanova è un personaggio del romanzo di Ian Fleming A 007, dalla Russia con amore, e dell'omonimo film da esso tratto del 1963.
- Tatiana Wisla è un personaggio della serie manga e anime Last Exile.